# Delta Kream
Delta Kream — десятый студийный альбом американской блюзовой рок-группы The Black Keys, выпущенный лейблами Easy Eye Sound и Nonesuch Records 14 мая 2021 года. Это альбом кавер-версий песен в стиле хилл-кантри-блюз. Ему предшествовал выпуск 15 апреля кавер-версии песни «Crawling Kingsnake», основанной на исполнении Джуниора Кимброу.

## Об альбоме
Альбом был записан «примерно за 10 часов» в течение двух дней в студии Easy Eye Sound Дэна Ауэрбаха в Нэшвилле в конце тура Let’s Rock, практически без подготовки и предварительных репетиций.
В него вошли композиции гитариста Ар Эл Бёрнсайда Кенни Брауна, а также басиста Дэвид Джуниора Кимброу Эрика Дитона; ранее The Black Keys записали кавер-версии песен Бернсайда «Skinny Woman» (под названием «Busted») и Кимброу «Do the Romp» (под названием «Do the Rump») на своем дебютном альбоме 2002 года The Big Come Up, а в 2006 году выпустили трибьют-альбом Кимброу Chulahoma: The Songs of Junior Kimbrough в 2006 году. Браун и Дитон записывались в студии Easy Eye Sound одновременно с Ауэрбахом для альбома Sharecropper's Son Роберта Финли, что позволило им принять участие в сессиях Delta Kream.
В своем заявлении Ауэрбах сказал: «Мы записали эту пластинку, чтобы почтить блюзовые традиции холмов Миссисипи, которые повлияли на нас в самом начале. Эти песни и сегодня так же важны для нас, как и в первый день, когда мы с Пэтом начали играть вместе и взяли в руки инструменты».
На обложке альбома изображена фотография 1970-х годов Уильяма Эгглстона, на которой изображен магазин Delta Kream в Тунике, штат Миссисипи, с припаркованным у входа Oldsmobile Cutlass — магазин больше не существует.

## Отзывы
| Совокупная оценка    | Совокупная оценка |
| Источник             | Оценка            |
| -------------------- | ----------------- |
| Metacritic           | 75/100            |
| Оценки критиков      |                   |
| Источник             | Оценка            |
| AllMusic             | [ 9 ]             |
| DIY                  | [ 10 ]            |
| Entertainment Weekly | B                 |
| NME                  | [ 12 ]            |
| Pitchfork            | 6.8/10            |

Альбом получил положительные отзывы музыкальной критики и интернет-изданий.

## Список композиций
| №                   | Название                        | Авторы                          | Длительность |
| ------------------- | ------------------------------- | ------------------------------- | ------------ |
| 1.                  | «Crawling Kingsnake»            | John Lee Hooker, Bernard Besman | 6:08         |
| 2.                  | «Louise»                        | Johnnie Temple                  | 4:23         |
| 3.                  | «Poor Boy a Long Way from Home» | R. L. Burnside                  | 4:08         |
| 4.                  | «Stay All Night»                | Junior Kimbrough                | 5:44         |
| 5.                  | «Going Down South»              | R. L. Burnside                  | 3:48         |
| 6.                  | «Coal Black Mattie»             | Ranie Burnette                  | 3:48         |
| 7.                  | «Do the Romp»                   | Junior Kimbrough                | 5:01         |
| 8.                  | «Sad Days, Lonely Nights»       | Junior Kimbrough                | 5:57         |
| 9.                  | «Walk with Me»                  | Junior Kimbrough                | 5:36         |
| 10.                 | «Mellow Peaches»                | Big Joe Williams                | 3:47         |
| 11.                 | «Come On and Go with Me»        | Junior Kimbrough                | 5:55         |
| Общая длительность: | Общая длительность:             | Общая длительность:             | 54:15        |

| №                   | Название                    | Credited songwriters            | Длительность |
| ------------------- | --------------------------- | ------------------------------- | ------------ |
| 12.                 | «Crawling Kingsnake» (edit) | John Lee Hooker, Bernard Besman | 3:52         |
| Общая длительность: | Общая длительность:         | Общая длительность:             | 58:07        |

## Участники записи
- Дэн Ауэрбах — вокал, гитара, бас.
- Патрик Карни — ударные, продюсирование, перкуссия.

## Чарты
| Чарт (2021)                                | Высшая позиция |
| ------------------------------------------ | -------------- |
| Австралия (ARIA)                           | 8              |
| Австрия (Ö3 Austria)                       | 3              |
| Бельгия/Фландрия (Ultratop)                | 2              |
| Бельгия/Валлония (Ultratop)                | 2              |
| Канада (Canadian Albums Chart)             | 12             |
| Дания (Hitlisten)                          | 22             |
| Нидерланды (Album Top 100)                 | 2              |
| Финляндия (Suomen virallinen lista)        | 6              |
| Франция (SNEP)                             | 6              |
| Германия (Offizielle Top 100)              | 3              |
| Венгрия (MAHASZ)                           | 3              |
| Ирландия (Irish Albums Chart)              | 23             |
| Италия (FIMI)                              | 20             |
| Новая Зеландия (RMNZ)                      | 5              |
| Норвегия (VG-lista)                        | 34             |
| Польша (ZPAV)                              | 25             |
| Португалия (AFP)                           | 4              |
| Шотландия (Scottish Albums Chart)          | 4              |
| Швеция Physical Albums (Sverigetopplistan) | 4              |
| Швейцария (Schweizer Hitparade)            | 3              |
| Великобритания (UK Albums Chart)           | 5              |
| США (Billboard 200)                        | 6              |
| США (Billboard Top Alternative Albums)     | 1              |
| США (Billboard Top Rock Albums)            | 1              |